# Tomba della Fustigazione

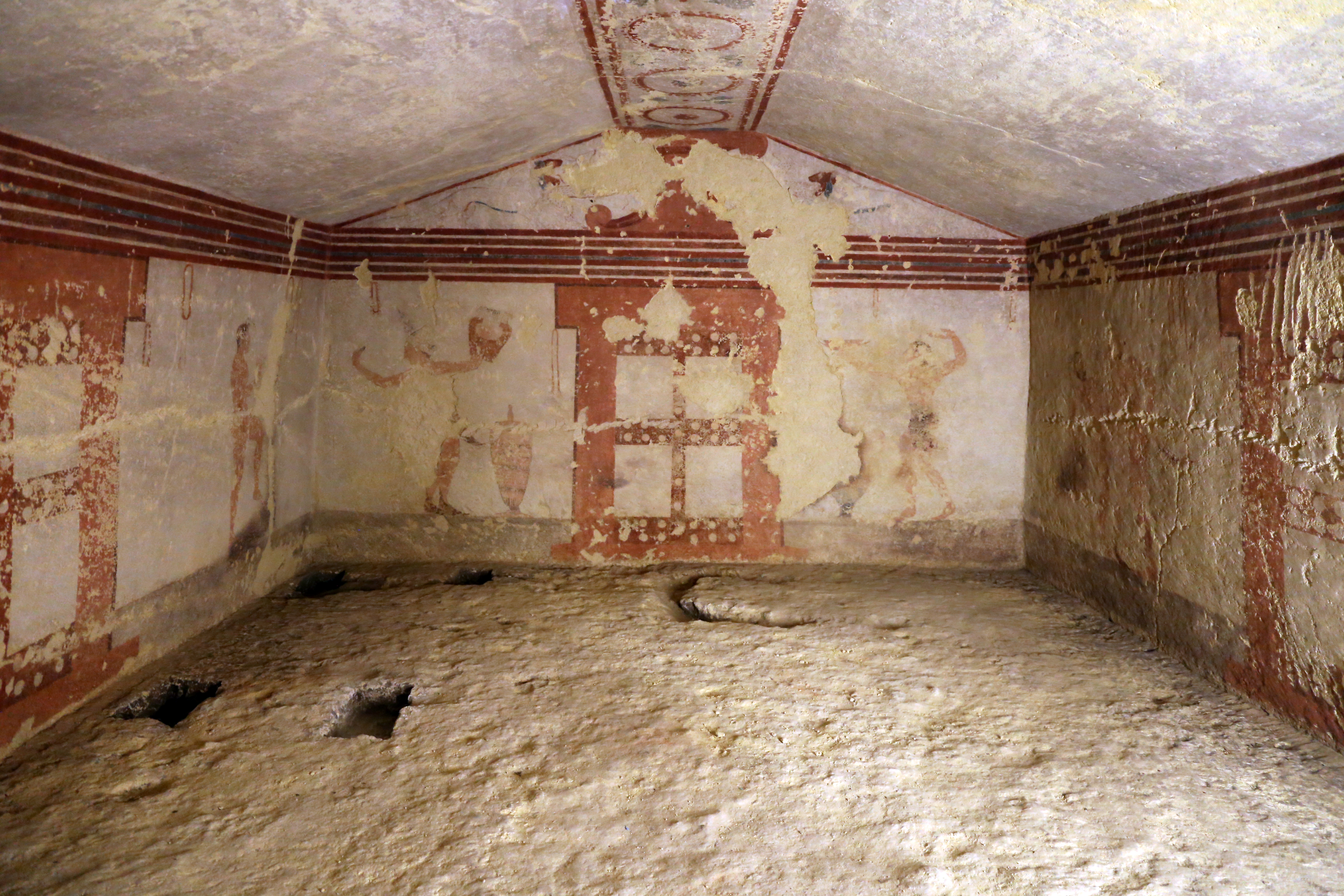
Tomba della Fustigazione

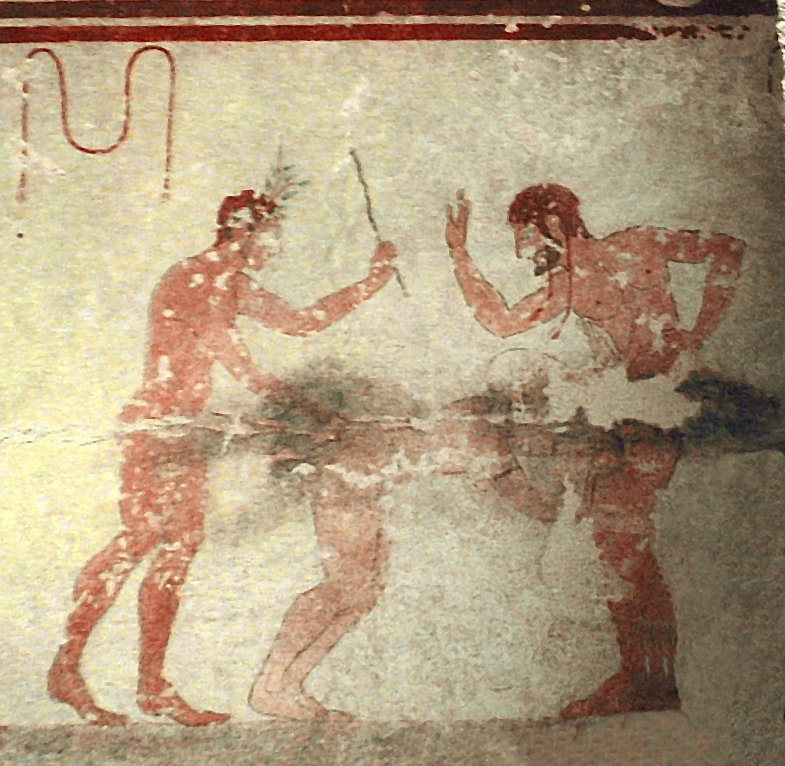
Tomba della Fustigazione

Die Tomba della Fustigazione (Grab der Züchtigung) ist eine kleine etruskische unterirdische Grabkammer in der Monterozzi-Nekropole bei Tarquinia.
Das Grab wurde 1960 von Carlo Maurilio Lerici entdeckt. Es handelt sich um eine ca. 4 × 4 Meter große, ausgemalte Gruft, zu der eine flache Treppe hinabführt. Die Malereien sind an vielen Stellen stark beschädigt oder zerstört. Auf der Rückwand sind noch ein Tänzer und ein Musikant zu erkennen. In der Mitte ist eine Scheintür dargestellt. Auf der linken Wand sieht man ebenfalls einen Tänzer und einen betrunkenen jungen Mann. Auf der Eingangswand sind zwei Faustkämpfer dargestellt.
Die Szene an der rechten Wand gab dem Grab seinen Namen: Eine Frau und zwei Männer sind beim Liebesspiel dargestellt, wobei die Frau vorgebeugt ist und von dem einen Mann mit einer Rute, von dem anderen mit der Hand geschlagen wird. In der etruskischen Grabmalerei, in der erotische Szenen relativ häufig sind, ist bisher keine vergleichbare Darstellung bekannt. Es dürfte sich um eine der frühesten Darstellungen von BDSM-Handlungen überhaupt handeln. Das Grab wird an das Ende des 6. vorchristlichen Jahrhunderts datiert.
Die Deutung der erotischen Szene ist umstritten. Sie mag im Zusammenhang mit dem Kult um Dionysos stehen, hatte vielleicht aber auch schützenden Charakter.
Zusammen mit der Tomba dei Baccanti, Tomba Cardarelli, der Tomba del Teschio, Tomba del Citaredo und den Gräbern 4255, 4260, 5591 (Tomba Moretti) wurde das Grab wahrscheinlich von einer in Tarquinia arbeitenden Werkstatt (Maestro dei Baccanti) ausgemalt, da die Malereien in diesen Gräbern zahlreiche Gemeinsamkeiten aufweisen.